# 氟溴甲烷
氟溴甲烷是一种混合卤代甲烷，可溶于乙醇，易溶于氯仿。
其标准摩尔熵（Sogas）为276.3 J/(mol·K)，热容（cp）为49.2 J/(mol·K)。

## 制备
氟溴甲烷可由氟甲烷的溴化反应制备：
CH3F + Br2 → CH2BrF + HBr
二溴氟甲烷的电解还原，或者通过和还原剂钠汞齐或氢化三丁基锡的反应也能得到氟溴甲烷。
氟乙酸银和溴在50~120°C反应，可以得到氟溴甲烷：
FCH2COOAg + Br2 → CH2FBr + AgBr + CO2
二溴甲烷和氟化亚汞反应，也能得到氟溴甲烷：
2 CH2Br2 + Hg2F2 → 2 CH2FBr + Hg2Br2

## 化学性质
氟溴甲烷可以发生取代反应：
{\displaystyle \mathrm {CH_{2}FBr+NaCN{\xrightarrow {-NaBr}}FCH_{2}CN{\xrightarrow {+NaCN}}NCCH_{2}CN+NaF} }

## 应用
氟溴甲烷是中间体、医药和其它化学品生产过程中的重要试剂。由于臭氧破坏潜势达0.73，其使用收到限制。它的同位素标记化合物CH2Br18F可用于放射化学。

## 拓展阅读
- G. Cazzoli; C. Puzzarini; A. Baldacci & A. Baldan. . J. Mol. Spectrosc. 2007, 241 (115). doi:10.1016/j.jms.2006.11.004.
- Determination of the molecular dipole moment of bromofluoromethane[]